# McKay
McKay az Amerikai Egyesült Államok Oregon államának Umatilla megyéjében, a McKay-patak mellett elhelyezkedő statisztikai település, a Pendleton–Hermiston mikrostatisztikai körzet része. A 2020. évi népszámláláskor 95 lakosa volt.
Területén ősi madárfosszíliákat találtak.

## Fordítás
- Ez a szócikk részben vagy egészben  a   McKay, Oregon című angol Wikipédia-szócikk ezen változatának fordításán alapul.  Az eredeti cikk szerkesztőit annak laptörténete sorolja fel. Ez a jelzés csupán a megfogalmazás eredetét és a szerzői jogokat jelzi, nem szolgál a cikkben szereplő információk forrásmegjelöléseként.